# Joyce Tafatatha
Joyce Feith Tafatatha (sinh ngày 18 tháng 4 năm 1998) là một vận động viên chuyên bơi lội người Malawi. Cô tham gia London 2012 Olympics cho đội Malawi trong sự kiện bơi tự do 50 m của phụ nữ. Cô hiện đang giữ một số kỉ lục bơi lội cho Malawi. Gần đây cô đã chuyển đến Hà Lan để tiếp tục sự nghiệp bơi lội của mình sau một màn trình diễn xuất sắc tại Thế vận hội Mùa hè London 2012, tại đó cô đã bơi trong thời gian cá nhân tốt nhất là 27.74.

## Cuộc sống cá nhân
Cô bắt đầu thi đấu cạnh tranh khi còn là học sinh tại Trường trung học quốc tế Saint Andrew ở Blantyre. Cô bơi cho Câu lạc bộ bơi Liyani có trụ sở tại Trường trung học quốc tế Saint Andrew, cô thi đấu ở cấp quốc gia và quốc tế cho Malawi, cô nắm giữ nhiều kỉ lục quốc gia cho Malawi. Cô đã tạo bất ngờ khi phá vỡ 6 kỷ lục quốc gia trong Giải vô địch bơi lội quốc gia Malawi tại trường quốc tế Bishop Mackenzie vào tháng 3 năm 2012.
Cô mới chuyển đến Hà Lan để phát triển sự nghiệp bơi lội của mình.

## Sự nghiệp
Cô bắt đầu sự nghiệp bơi lội từ nhỏ và tiếp tục bơi lội trong suốt thời trung học. Cô giữ một số kỉ lục quốc gia cho Malawi.

## Sự kiện

### Cana Zone IV Swimming
Cô đã giành được bốn huy chương tại Thế vận hội bơi lội Cana. Bao gồm hai huy chương vàng và huy chương bạc khi bơi tại Giải vô địch bơi lội Cana Vùng IV - Mozambique.

### Olympics 2012
Cô thi đấu trong các giải năm 2012 khi 14 tuổi, khiến cô và Aurelie Fanchette trở thành hai thí sinh trẻ nhất tại Thế vận hội Mùa hè London 2012